# Napoleon Urbanowski
Kpt. Napoleon Urbanowski (ur. 26 listopada 1838 w Targowej Górce, zm. 25 sierpnia 1896) – polski inżynier, dowódca partii powstańczej w powstaniu styczniowym 1863, przedsiębiorca.

## Życiorys
W 1859, po 3 latach nauki, ukończył Szkołę Centralną Sztuk i Rzemiosł w Paryżu. Przez rok pracował w Centralnej Kompanii Kolei Żelaznej Parysko-Orleańskiej. Później przez 1,5 roku pracował dla Kolei Żelaznej Warszawsko-Petersburskiej. Następnie realizował zadania w zakresie projektowania obiektów inżynierskich. Pracował w szkole w Żabikowie jako nauczyciel fizyki i nauk matematyczno-inżynierskich.
Brał udział w powstaniu styczniowym. Początkowo pełnił funkcję adiutanta płk. Franciszka Kopernickego. Wiosną 1863 zorganizował oddział w okolicach Wągłczewa pod Sieradzem. Alfons Parczewski z Wodzierad tak go wspominał: "W naszej okolicy był znany i przedtem, bawił bowiem nieraz, u siostry swej, żony właściciela Mikołajewic Roberta Tobiaselli i u krewnych Lazarewów w Żytowicach". Józef Oxiński pisał o nim w czasie formowania partii: "... młody o bujnym wąsie jednoroczniak pruski i inżynier, który ludzi stosownie do broni w kompanie porozdzielał, komendantów im wyznaczył...".
Po sformowaniu oddziału złożonego z 250 ludzi przeniósł się w okolice Łasku. Tam oddział wykryli Rosjanie. Po kilku dniach manewrowania Urbanowski, 15 kwietnia 1863, przybył do Rychłocic. Częścią powstańców obsadził most na Warcie, pozostali rozbili obóz w pobliskim lesie. Na tę grupę nocą z 15 na 16 kwietnia uderzyli Rosjanie w sile dwóch rot piechoty i odcięli ich od grupy, która obsadziła most. Po walce oddział uległ rozbiciu. Urbanowski wyjechał za granicę.
W 1866 ożenił się z Katarzyną, córką Antoniego Krzyżanowskiego. Pracował w fabryce Hipolita Cegielskiego. Razem z Zygmuntem Niegolewskim i Józefem Romockim założył zakład produkcji maszyn rolniczych w Poznaniu przy ul. Kolejowej w 1872. Gdy zmarł jego szwagier (Stanisław), Napoleon przejął fabrykę Antoniego Krzyżanowskiego przy ul. Garbary w Poznaniu. Zainicjował budowę kościoła na Łazarzu.